# Chen Shou
Chen Shou (chinesisch 陳壽 / 陈寿, Pinyin Chén Shòu, Hofname Chengzuo 承祚,  Chéngzuò, * 233, in Shu, China; † 297 China) war Historiker in Diensten der Jin-Dynastie (265–420) und zugleich Verfasser des Sanguozhi (Chroniken der drei Königreiche), einem historischen Bericht über die Zeit der Drei Reiche Shu, Wei und Wu in China.

## Wirken
Chen Shou wurde in Shu, das in dem Gebiet des heutigen Sichuan lag, 233 n. Chr. geboren. In seiner Jugendzeit studierte er bei dem Historiker Qjao Zhou. Später wurde er Beamter der Regierung des Shu-Reichs. Nachdem das Shu-Reich durch das Wei-Reich zu Fall gebracht wurde und 265 n. Chr. durch Sima Yan die Jin-Dynastie begründet wurde, kam Shou über die Empfehlung des einflussreichen Literaten Zhang Hua in die Dienste des Herrscherhauses Jin.
Shous Werk, das Sanguozhi, das auf 65 Rollen nach dem Fall der „Drei Reiche“ (280 n. Chr.) von ihm verfasst wurde, galt als das vierte genehmigte historische Werk seiner Zeit, neben dem Shiji von Sima Qian, dem Hanshu von Ban Gu und dem Dongguan Hanji, das von verschiedenen Autoren stammte. Das Werk erhielt, obwohl es nach Shous Tod vervielfältigt wurde, anfänglich wenig Beachtung. Erst als es 429 n. Chr. von Pei Songzhi kommentiert wurde, bekam seine historische Chronik die Anerkennung des damaligen Herrschers Wen der Song-Dynastie und Bedeutung für die heutigen Historiker.